# Saint-Julien-du-Gua

Saint-Julien-du-Gua este o comună în departamentul Ardèche din sud-estul Franței. În 1 ianuarie 2022 avea o populație de 169 de locuitori.